# Боцьки
Бо́цьки (пол. Boćki) — деревня в Польше, входит в состав Бельского повета Подляского воеводства. Административный центр гмины Боцьки. Находится на реке Нужец примерно в 16 км к юго-западу от города Бельск-Подляски. По данным переписи 2011 года, в деревне проживал 1471 человек.

## История
Населённый пункт впервые упоминается в 1502 году. Бывшее еврейское местечко. По переписи 1765 года «Боцковский кагал» насчитывал 855 евреев (вместе с евреями окрестных местностей). К концу XIX века Боцьки — местечко Бельского уезда Гродненской губернии. Согласно переписи 1897 года, было 2636 жителей, из них 1409 евреев. К началу XX века было две синагоги (1807 и 1896 годов постройки), шесть хедеров со 100 учениками.

## Достопримечательности
- Католический костёл (1726)
- Православная церковь Успения Пресвятой Богородицы (1819—1824)
- Скульптура св. Яна Непомуцкого (XVII век)

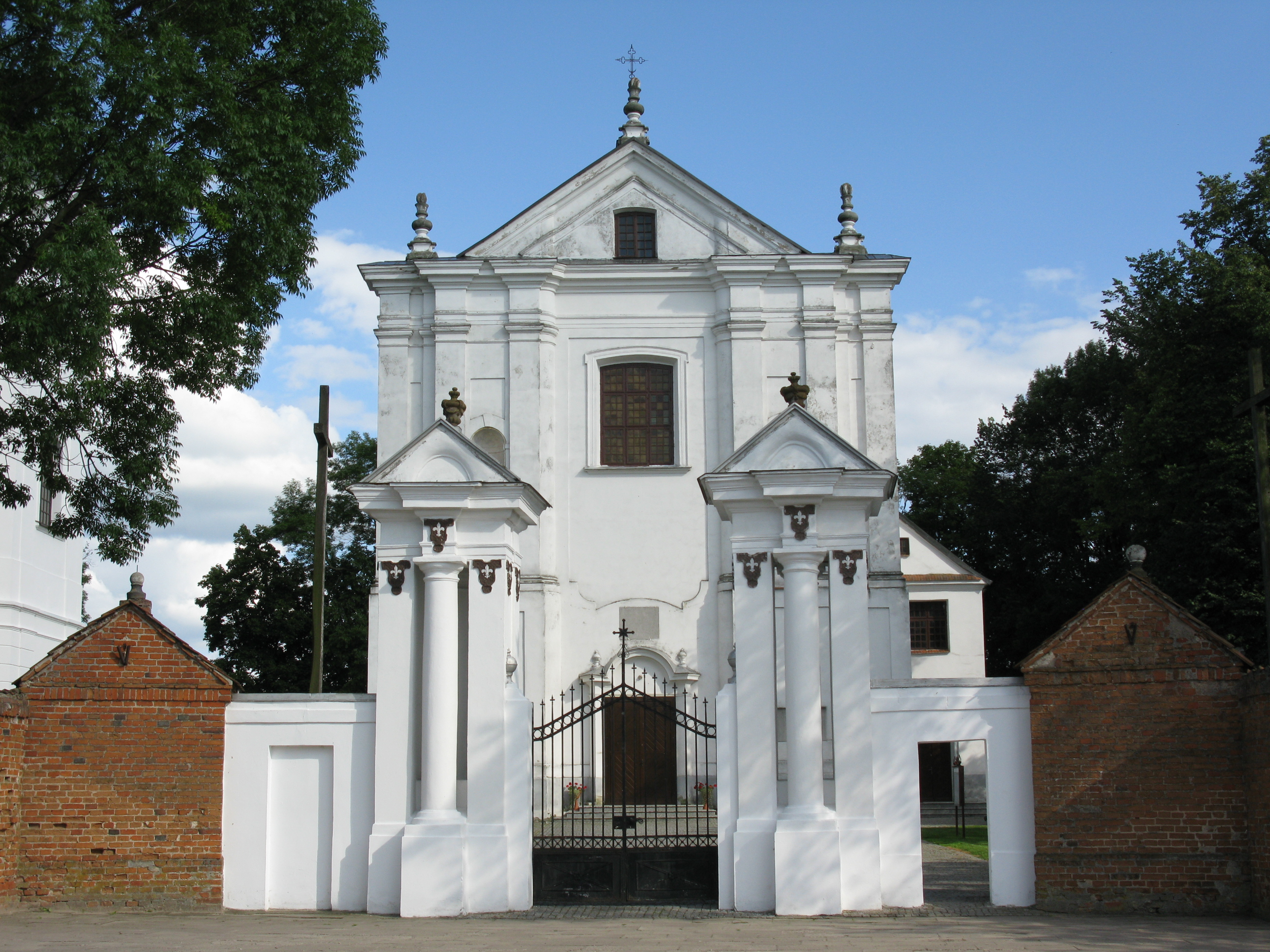
Католический костёл
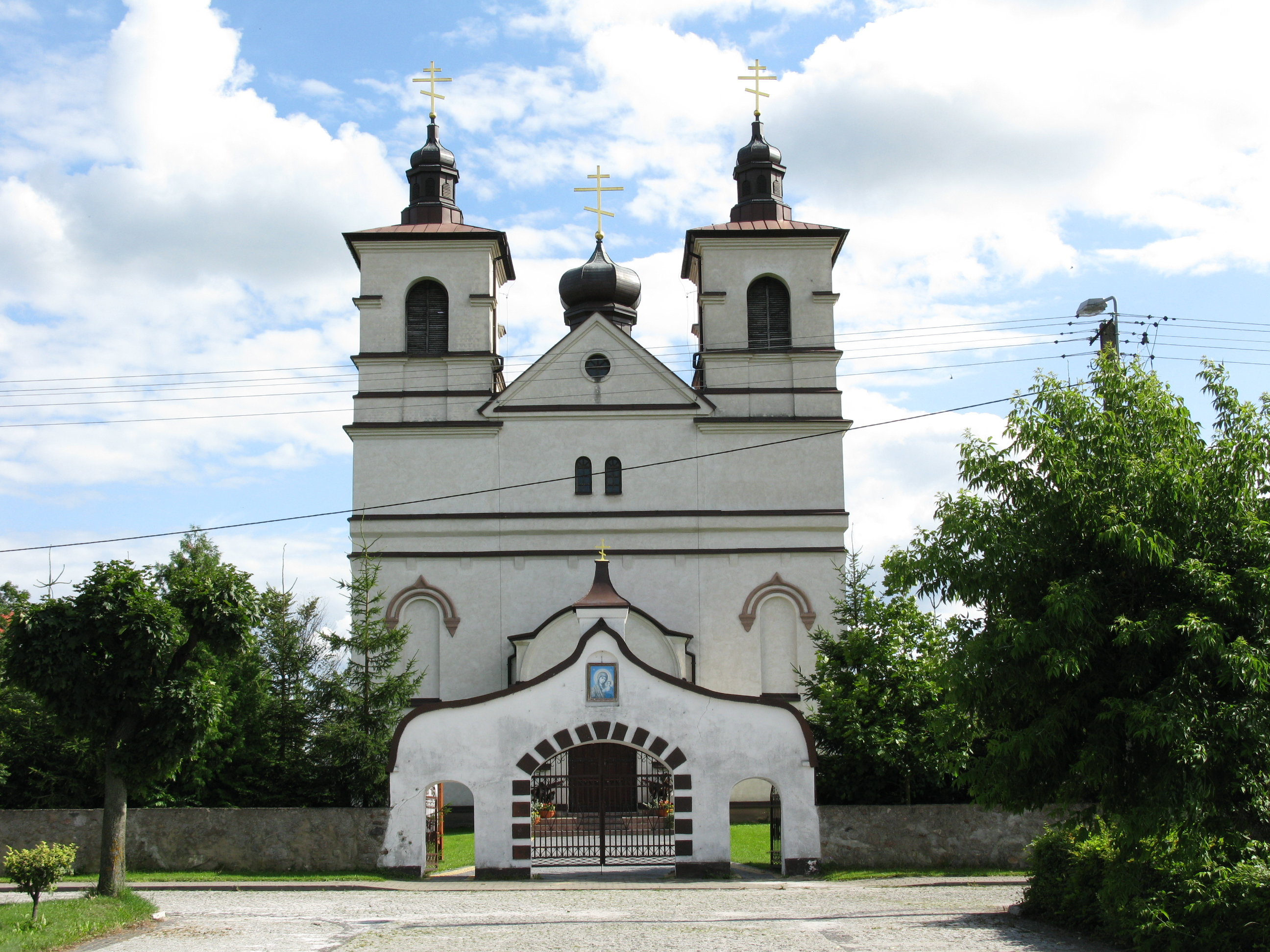
Православная церковь
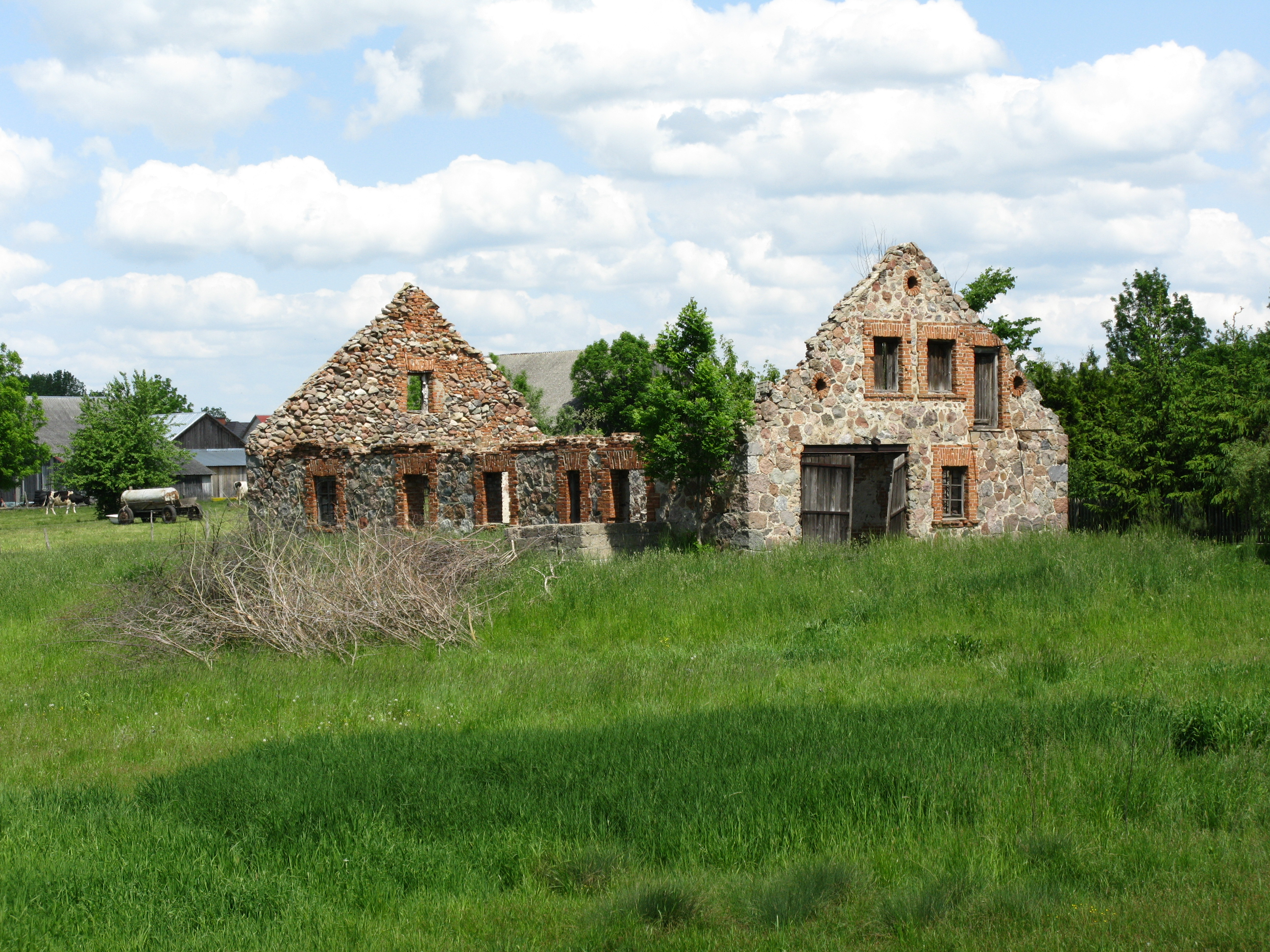
Руинированная миква